# Baleariska

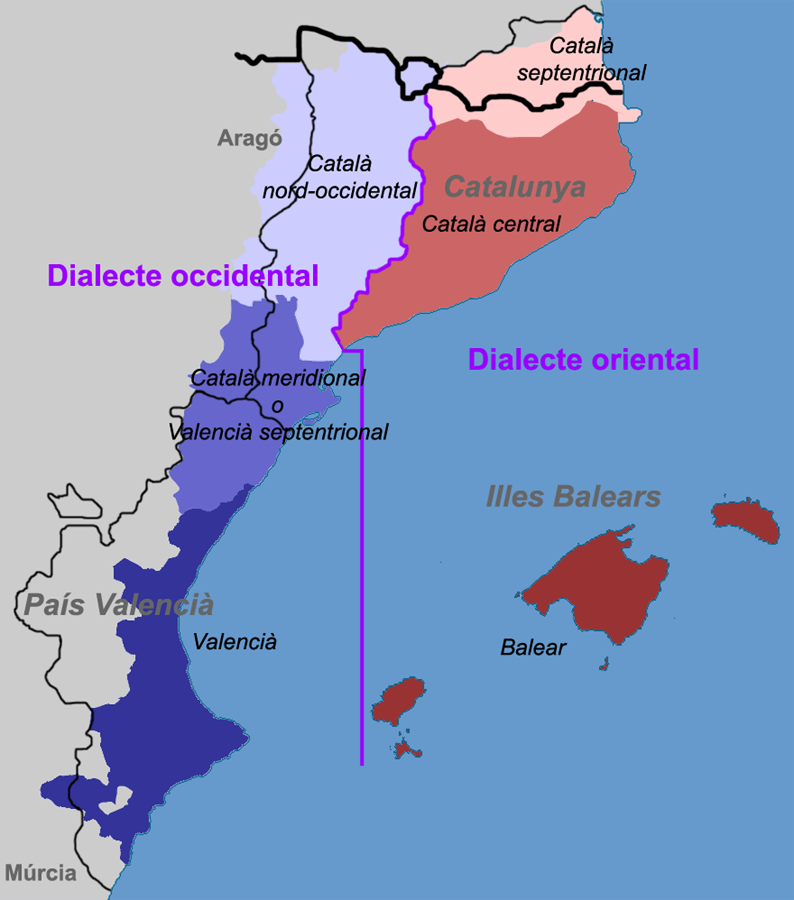
Baleariskan (i rött) är del av den östliga huvudgruppen av katalanska, som även talas i centrala och östra Katalonien (centralkatalanska, i ljusrött) och nordligaste Katalonien/Roussillon (nordkatalanska, i beige).

Baleariska, även ökatalanska, kallas den dialektgrupp av katalanska som talas på Balearerna. Den innehåller de tre dialekterna mallorkinska (mallorquí, på Mallorca), menorkinska (menorquí, på Menorca) och eivissenc (på Ibiza). Knappt hälften av befolkningen använder i dagligt bruk katalanska, inklusive fastlandsvarianter som inte ingår i baleariskan.

## Historik och utveckling
Katalanska språket introducerades på Balearerna av invandrare från Nordkatalonien och Empordà-regionen i nordöst, vilket kommit att prägla dialekternas karaktär.
Sedan demokratiseringen av Spanien och införandet av de regionala självstyret har baleariska dialekter kommit att användas i olika medier – inklusive inom musiken (exempel: Antònia Font). Cirka en tredjedel av befolkningen på Balearerna har katalanska (baleariska eller någon annan katalansk dialekt) som modersmål, knappt hälften använder katalanska som samtalsspråk, och tre fjärdedelar kan tala språket. Jämförelser mellan 2003 och 2010 har visat att användningen av katalanska/baleariska legat i stort sett still i de olika delarna av regionen; på Ibiza och Formentera har användningen ökat något, medan bruket av katalanska gått ner något på Menorca.
På Balearerna anammas Kataloniens språkorgan Institut d'Estudis Catalans (IEC) och dess standard för katalanska i de flesta officiella sammanhang. IEC säger att cantam och cantem ('vi sjunger') är likvärdiga stavningar, medan BU hävdar att den rekommenderade formen är cantam.
Däremot används inte många andra särskiljande drag hos baleariskan inom den katalanska som lärs ut. Utbildning på katalanska (på högre nivå) sker närmast på "rikskatalanska", och regionstyret på Balearerna använder själva standardkatalanskan i skrift. Efter en redaktionell språkstrid beslöt den regionala baleariska TV:n i september 2015 att återgå till att använda mer eller mindre standardkatalanska i sina (studio)sändningar. Därmed anslöt man sig till Balearernas universitet, som sedan tidigare arbetar efter en språkmanual som ligger katalanskan i Katalonien (där den mesta akademiska litteraturen på någon form av katalanska ges ut) nära.

## Fonetik och fonologi (urval)

### Betonad vokal
- Den neutrala, obetonade vokalen (vid stavningen a eller e) uttalas [ə], i likhet med i östkatalanskan på fastlandet (Katalonien). Även betonat e betonas på samma sätt, som i vermell [vərˈməj] (röd). I delar av Mallorca, Menorca och Ibiza finns dock samma tendens som på fastlandet att uttala betonat e som [ɛ].

### Obetonad vokal
- A tappas i obetonade ordslut på -ia – glòria [ˈglɔɾi] – på större delen av Mallorca.
- Reduktion av ordgrupperna gua och qua till go och ko, i obetonad position och var som helst i ordet; detta gäller på Mallorca. Exempel: aigua blir aigo, llengua blir llengo.
- På Mallorca  skiljer man uttalsmässigt på obetonade o och u, utom i Sóller och Fornalutx. På Menorca och Ibiza sammanfaller uttalet av dessa, i likhet med östkatalanskan på fastlandet.

### Konsonanter
- ll uttalas som [j], utom av talare i Palma (sannolikt påverkat av europeisk spanska, där man har [lj]).
- Framför betonad, främre vokal (e och i) faller uttalet av ll ibland helt bort. Exempel: collir [cɔir].
- Man skiljer på b och v, till skillnad från katalanska på fastlandet.
- I mallorkinskan och menorkinskan finns många exempel på assimilation. Exempel: cap moix uttalas som om det stavats cam moix.

## Formlära och syntax
- Bestämd artikel är es, sa, els, och ses (kallat l’article salat), till skillnad från fastlandskatalanskans el, la, els och les. På Mallorca och Menorca (men inte på Ibiza) ändras es till ets före vokal.[7] I exempelvis Pollença används istället "riksformerna" av bestämd artikel. (Ursprunget till artikeln är latinets demonstrativa pronomen ipse/ipsa/ipsum, och l'article salat förekommer även i vissa dialekter av occitanska.[8] Övriga romanska språk har baserat sina bestämda artiklar på ett annat demonstrativ pronomen – ille/illa/illud.[9])
- Personliga artiklar framför namn är en (mansnamn) och na  (kvinnonamn). Framför vokal dras det ihop till n’.
- Verb enligt första konjugationen har särskilda former. Pluralformerna i första och andra person presens indikativ är: cantam och cantau ('vi sjunger', 'ni sjunger').
- Första person presens indikativ har noll-suffix: jo compr ('jag köper'), jo tem ('jag fruktar'), jo dorm ('jag sover').

## Ordförråd och semantik
Några typiska ord som används i baleariskan:
- al·lot (fastlandskatalanska: noi, 'pojke'); ca/cus eller cussa (gos, gossa, 'hund'); moix (gat, 'katt'); cercar (buscar, 'söka'); horabaixa (tarda, 'kväll'); botar (saltar, 'hoppa'); boix, nin eller fillet (xiquet, nen, 'pojke', 'grabb').

Annorlunda namnformer:
- cotxo (cotxe, 'bil'), sebre (saber, 'veta').